# Pra Abalar
Pra Abalar је други албум групе Банда Ева. Албум је издат 1994. године.